# Brachypelma smithi

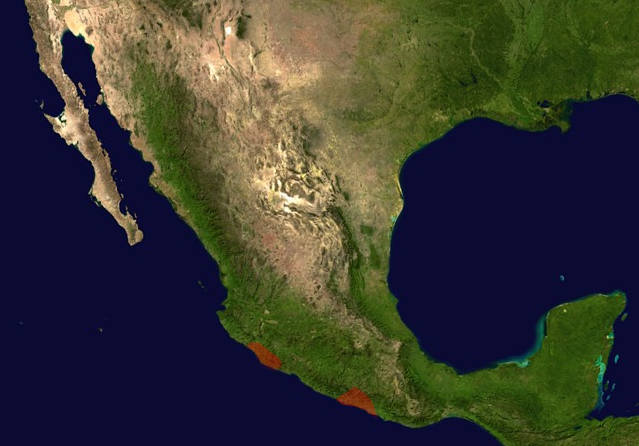
Verbreitungsgebiet in Mexiko

Brachypelma smithi (Syn.: Brachypelma annitha), im Deutschen auch Mexikanische Rotknie-Vogelspinne oder auch nur Rotknie-Vogelspinne genannt, ist eine mexikanische Vogelspinnenart aus der Gattung Brachypelma. Sie wurde durch Frederick Octavius Pickard-Cambridge im Jahre 1897 erstbeschrieben. Sie wird häufig als Terrarientier gehalten.

## Verbreitung
Diese Vogelspinne kommt in Mexiko vor. Dort findet man sie in regengrünen Trockenwäldern und Trockensavannen. Ihre Höhlen baut sie in Hängen oder unter Steinen. Ihr Verbreitungsgebiet liegt im Süd-Westen von Mexiko, am Fuße der Sierra Madre del Sur (Bundesstaat Guerrero). Es gibt auch noch eine zweite Population, im nördlicher gelegenen Bundesstaat Colima.
Brachypelma smithi wurde in ihrem natürlichen Verbreitungsgebiet sehr häufig für den Verkauf und Export gefangen. Aus diesem Grund wurde sie im Jahre 1985 in den Anhang II des Washingtoner Artenschutz-Übereinkommens (WA) aufgenommen und war damit die erste Vogelspinnenart, die unter dieses Abkommen fiel. Durch die Aufnahme in das Washingtoner Artenschutzabkommen sind Exporte aus ihrem Herkunftsland Mexiko reguliert. Besitzer dieser Tiere benötigen einen Herkunftsnachweis. Heute sind sämtliche Brachypelma-Arten geschützt.

## Aussehen
Brachypelma smithi kann bei einem Gewicht von ca. 15 Gramm etwa vier bis acht Zentimeter groß werden. Der Vorderkörper ist schwarz gefärbt und beige-farben umrandet. Die Beißklauen und die Beine sind ebenfalls schwarz. Das vierte Beinglied, vom Körper aus gesehen, das Knie, gab der Art ihren deutschen Namen, denn dieses ist orange-rot. Das vom Körper aus gesehen fünfte und sechste Beinglied (Schiene und Mittelfuß) haben am unteren Rand einen orange-roten Ring. Der Hinterkörper ist schwarz und hat ebenso wie die Beine längere orange und rötliche Haare. Auf dem Hinterleib besitzt sie Brennhaare.
Sie ähnelt den Exemplaren der heute als Synonym betrachteten „Art“ Brachypelma annitha. Im Gegensatz zu dieser sind bei Exemplaren von Brachypelma smithi Knie und die Beinringe vollständig orange gefärbt. Bei Exemplaren von Brachypelma annitha dagegen gehen die orangen Farbringe nicht komplett um das ganze Bein.

## Verhalten

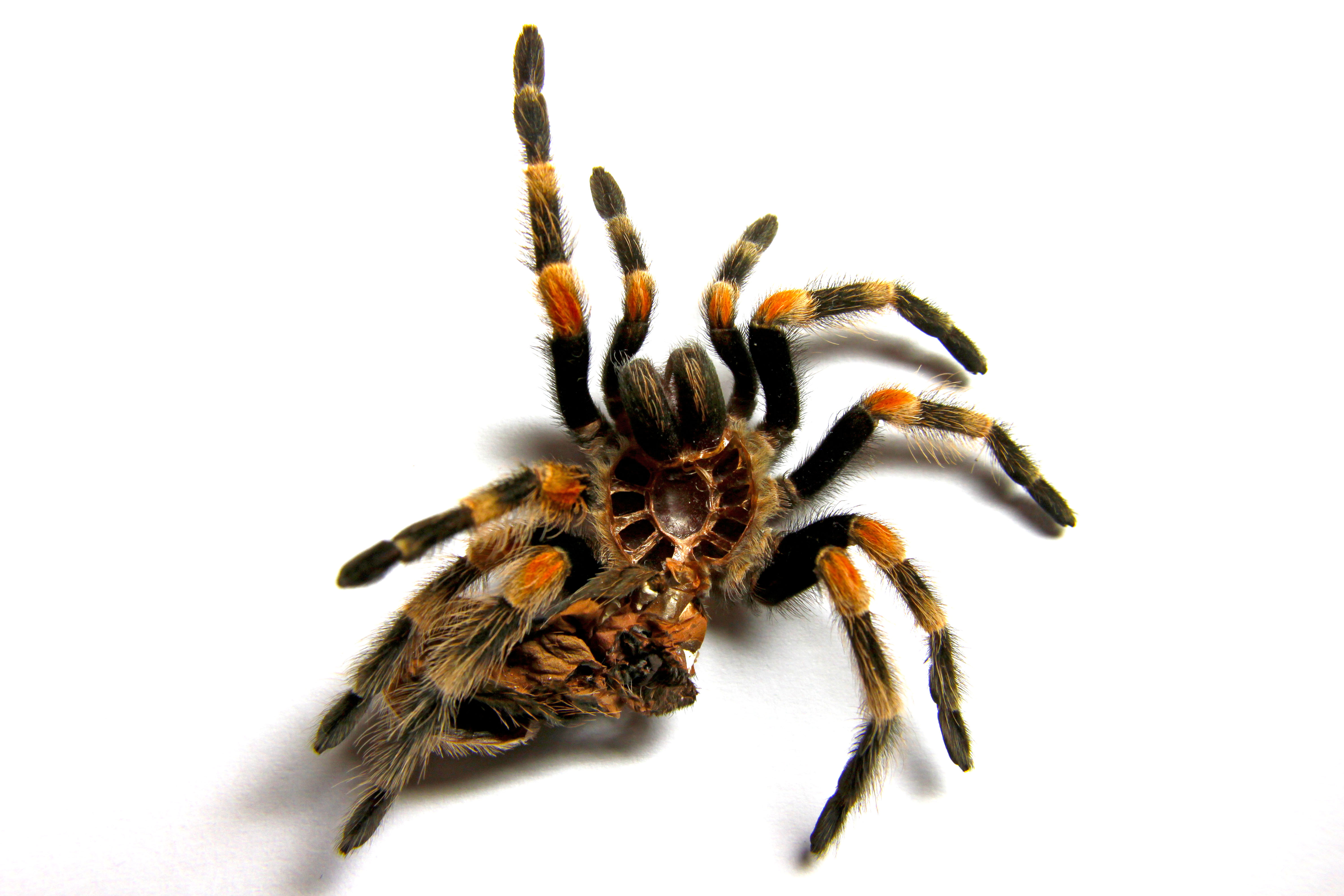
Exuvie einer Brachypelma smithi

Fühlt sich die Spinne angegriffen oder gereizt, streift sie mit den hinteren Laufbeinen die Brennhaare auf dem Hinterleib ab und schleudert sie dem Angreifer entgegen, weswegen man bei Brachypelma Smithi auch von einer „Bombardierspinne“ spricht. Die Brennhaare verursachen Hautrötung, Brennen, starken Juckreiz und ggf. eine Pustelbildung. Abgestreifte Brennhaare werden mit jeder Häutung ersetzt. Spinnen, die bereits Brennhaare abgestreift haben, sind an einer kahlen Stelle auf dem Hinterleib – „Glatze“ genannt – erkennbar. Wird diese Stelle sehr dunkel aufgrund der neu gebildeten Haut, steht die Spinne kurz vor einer Häutung.
Als weitere Verteidigungsmaßnahme kann Brachypelma smithi beißen. Dazu geht sie zuerst in die Imponierstellung mit aufgerichtetem Vorderkörper (bis zu 180°) und gespreizten Beißklauen. Bei weiterer Belästigung beißt sie blitzschnell zu. Da die Giftdrüsen klein sind, ist die Giftwirkung gering; schmerzhaft sind eher die eindringenden Giftklauen als das Gift selbst. Der Biss ist hinsichtlich der Schmerzwirkung vergleichbar mit einem Bienen- oder Wespenstich. Eine ärztliche Konsultation ist i. d. R. nicht erforderlich, solange keine allergische Reaktion auftritt. Zugleich ist es ratsam, die Bisswunde zu desinfizieren, um möglichen Sekundärinfektionen durch Keime an den Giftklauen vorzubeugen.
Die Spinne ernährt sich von allen Tieren, die sie überwältigen kann. Dies sind meistens kleine wirbellose Tiere. Zu ihrem natürlichen Futter gehören auch kleine Echsen und Kleinsäuger (hauptsächlich Nagetiere).

## Fortpflanzung
Nach der Reifehäutung hat das Männchen noch etwa ein bis zwei Jahre zu leben. Das Männchen baut zuerst ein Spermanetz, damit es seine Bulben füllen kann. Danach geht es auf Brautschau. Beim Paarungsvorgang entleert das Männchen seine Bulben in die Spermathek des Weibchens. Einige Männchen werden nach der Paarung vom Weibchen gefressen. Nach erfolgreicher Paarung baut das Weibchen nach etwa vier bis zwölf Wochen in der Wohnröhre einen Kokon. Im Kokon befinden sich je nach Alter und Ernährungszustand des Weibchens zwischen 300 und 1000 Eier. Die Zeitigungsdauer beträgt acht bis elf Wochen.
Es dauert je nach Nahrungsangebot etwa fünf bis zehn Jahre, bis die Jungtiere geschlechtsreif sind. Dabei durchlaufen sie etwa zehn Häutungen. Vorderleib, Beine, Taster und Beißklauen der Jungtiere sind hellbraun gefärbt. Der Hinterleib ist dunkelbraun bis schwarz. Ab etwa der dritten Häutung färben sich die Jungtiere langsam, mit jeder Häutung, zur Erwachsenenfärbung um. Auch die Jungspinnen besitzen bereits Brennhaare auf dem Hinterleib.

## Wissenschaftliche Beschreibung
Die Erstbeschreibung erfolgte 1897 durch F. O. P.-Cambridge unter dem Namen Eurypelma smithi anhand zweier Weibchen aus Dos Arroyos in Guerrero. Er benannte das Tier nach H. H. Smith. Den heutigen Namen erhielt die Spinne 1903 durch Reginald Innes Pocock.